# The GloFiles Pt. 3
The GloFiles Pt. 3 è il trentasettesimo mixtape del rapper statunitense Chief Keef, pubblicato l'8 novembre 2019 dalle etichette discografiche Glo Gang e RBC Records.

## Tracce
1. Glo Gang Arena – 3:42
2. Flu – 3:06
3. All in – 7:18
4. Thotty Party – 2:14
5. Redbull – 3:38
6. On the corner – 3:30
7. Love me – 1:53
8. Shorties – 3:06
9. Swerve – 3:12
10. Tec – 3:22
11. Side – 2:47
12. Td – 3:19